# Howard Gardner
Howard Gardner (Scranton, Pensilvania; 11de julio de 1943) es un psicólogo, investigador y profesor de la Universidad de Harvard, conocido en el ámbito científico por sus investigaciones en el análisis de las capacidades cognitivas y por haber formulado la teoría de las inteligencias múltiples. Por esta teoría y por sus implicaciones en la mejora global de la educación, le fue concedido el Premio Príncipe de Asturias de Ciencias Sociales en 2011.

## Biografía
Nació en Scranton, Pensilvania en 1943, poco después de que su familia emigrase de la Alemania nazi hacia los Estados Unidos. Estudió en la Universidad de Harvard, donde se orientó hacia la psicología y la neuropsicología. Sus líneas de investigación se han centrado en el análisis de las capacidades cognitivas en menores y adultos, a partir del cual ha formulado la teoría de las 'inteligencias múltiples' (Frames of Mind, 1983). Fue investigador de la Universidad de Harvard y, tras años de estudio, ha puesto al sistema de educación escolar de EE. UU. en una situación comprometedora.[cita requerida]
Gardner es codirector del Proyecto Zero en la Escuela Superior de Educación de Harvard, donde además se trabaja como profesor de Educación y de Psicología, y es también profesor de Neurología en la Facultad de Medicina de la Universidad de Boston.
En 1983 presentó su teoría en el libro Frames of Mind: The Theory of Multiple Intelligences y, en 1990, fue el primer estadounidense que recibió el Premio Grawemeyer de la Universidad de Lousville. En él, se critica la idea de la existencia de una sola inteligencia, a través de las pruebas psicométricas.
Participa en el GoodWork Project, destinado a mejorar la calidad y la autoestima profesionales, en el que se toman en consideración, fundamentalmente, los factores de la excelencia y la ética.
Está en posesión de una veintena de distinciones "honoris causa" por universidades como las de Camilo José Cela, Tel Aviv, Princeton, McGill, etc.
El jurado de la Fundación Príncipe de Asturias ha galardonado a Gardner con el Premio Príncipe de Asturias de Ciencias Sociales (España, 11 de mayo de 2011). Fue acompañado a la recogida del premio con la directora del Colegio Montserrat de Vallvidrera (Barcelona), donde se trabaja con esta metodología. Fue propuesto como candidato a este premio por la Fundación Avanza.

## Teoría
Es conocido fundamentalmente por su teoría de las inteligencias múltiples, que señala que no existe una inteligencia única en el ser humano, sino una diversidad de inteligencias que marcan las potencialidades y acentos significativos de cada individuo, trazados por las fortalezas y debilidades en toda una serie de escenarios de expansión de la inteligencia.
La inteligencia no es una cantidad que se pueda medir con un número como lo es el cociente intelectual (CI), sino la capacidad de ordenar los pensamientos y coordinarlos con las acciones. La inteligencia no es una sola, sino que existen tipos distintos. Su sistema para implementar las inteligencias múltiples está dedicado a estimular las potencialidades en los niños en un clima activo y afectivo como lo exige el siglo XXI.
La teoría básica puede resumirse en las siguientes palabras: cada persona tiene ocho inteligencias, habilidades cognoscitivas. Estas inteligencias trabajan juntas, aunque como entidades semiautónomas. Cada persona desarrolla unas más que otras. Diferentes culturas y segmentos de la sociedad ponen diferentes énfasis en ellas.
1. Inteligencia lingüística. En los niños y niñas se aprecia en su facilidad para escribir, leer, contar cuentos o hacer crucigramas.
2. Inteligencia lógico-matemática. Se aprecia en los menores por su interés en patrones de medida, categorías y relaciones. Facilidad para la resolución de problemas aritméticos, juegos de estrategia y experimentos.
3. Inteligencia visual y espacial. Los niños y niñas piensan en imágenes y dibujos. Tienen facilidad para resolver rompecabezas, dedican el tiempo libre a dibujar, prefieren juegos constructivos, etc.
4. Inteligencia musical. Los menores se manifiestan frecuentemente con canciones y sonidos. Identifican con facilidad los sonidos.
5. Inteligencia corporal quinestésica. Facilidad para procesar el conocimiento a través de las sensaciones corporales. Los menores tienen una marcada capacidad para realizar actividades que requieren fuerza, rapidez, flexibilidad, coordinación óculo-manual y equilibrio.
6. Inteligencia interpersonal (inteligencia social). Se comunican bien y son líderes en sus grupos. Entienden bien los sentimientos de los demás y proyectan con facilidad las relaciones interpersonales.
7. Inteligencia intrapersonal. Relacionada con la capacidad de un sujeto de conocerse a sí mismo: sus reacciones, emociones y vida interior.

A estas siete líneas de inteligencia, inicialmente descritas (1983), Gardner añadió posteriormente una octava, la inteligencia naturalista o de facilidad de comunicación con la naturaleza, que consiste en el entendimiento del entorno natural y la observación científica de la naturaleza como la biología, geología o astronomía. Mediante la Inteligencia naturalista los niños y niñas piensan instintivamente. Tienden a dejarse llevar, observan el entorno, idean con material de la natura, etc.
La diversificación del desarrollo cognitivo que preconiza la teoría de las inteligencias múltiples ha venido a indicar líneas de acción pedagógica adaptadas a las características del individuo, modos de comunicación más eficaces y aplicaciones tecnológicas con un grado de conectividad adecuado al perfil intelectivo de sus usuarios.
Para Gardner, la inteligencia natural cociente intelectual no es un sustrato idéntico de todos los individuos, sino una base biopsicológica singular, formada por combinaciones de potencialidades múltiples que no siempre se despliegan como consecuencia de una educación estandarizada que no distingue los matices diferenciales del individuo.
En términos de mediación cultural e informativa esta disección de las capacidades perceptivas y, consecuentemente, de las demandas intelectivas permite explorar nuevas vías de acercamiento a los llamados objetivos públicos, generalmente descritos mediante parámetros sociológicos y de acuerdo con los intereses del emisor o de quienes usan los soportes. El análisis de la recepción a partir de las potencialidades perceptivas e intelectivas sugiere una relación nueva entre el creador del mensaje y la audiencia.
Gardner estudia asimismo el liderazgo, cómo se forma éste y su relación con las modas y con la diseminación de las actitudes a través de la comunicación. Es inimaginable un líder que no comunique bien, que no transmita los valores que le sustentan ante la opinión pública. Al revés, el líder debería saber describir estrategias de comunicación que le hagan llegar a públicos heterogéneos y especializados, esto es, que tengan en cuenta la naturaleza diversificada de las mentes perceptivas, su sensibilidad y desarrollo cognitivo.

## Obras
Frames of mind. The Theory of Multiple Inteligences (La teoría de las inteligencias múltiples), 1983.
Gardner, H. (1999). Intelligence reframed: Multiple intelligences for the 21st Century. New York, NY: Basic Books.